# Port lotniczy Jackson Hole
Port lotniczy Jackson Hole (IATA: JAC, ICAO: KJAC) – port lotniczy położony 11 km na północ od Jackson, w stanie Wyoming, w Stanach Zjednoczonych.

## Linie lotnicze i połączenia
| Linia Lotnicza       | Kierunek                                                                                    |
| -------------------- | ------------------------------------------------------------------------------------------- |
| United Airlines      | 1. Denver Sezonowe: 1. Los Angeles 2. San Francisco 3. Newark-Liberty 4. Houston 5. Chicago |
| Sun Country Airlines | Sezonowo: 1. Minneapolis                                                                    |
| Delta Air Lines      | 1. Salt Lake City Sezonowe: 1. Minneapolis 2. Atlanta 3. Los Angeles                        |
| Alaska Airlines      | 1. Seattle Sezonowe: 1. San Francisco 2. San Diego                                          |
| American Airlines    | 1. Los Angeles 2. Chicago 3. Nowy Jork 4. Miami 5. Phoenix Sezonowe: 1. Dallas-Fort Worth   |